# Pseudohorus luscus
Pseudohorus luscus är en spindeldjursart som beskrevs av Volker Mahnert 1982. Pseudohorus luscus ingår i släktet Pseudohorus och familjen Olpiidae. Inga underarter finns listade i Catalogue of Life.